# Шкуропат, Василий Андреевич
Василий Андреевич Шкуропат (1 августа 1918, Железное — 14 января 1993, Мариуполь) — новатор металлургического производства, Герой Социалистического Труда.

## Биография
Родился 1 августа 1918 года в селе Железное (теперь посёлок городского типа Новгородское Донецкой области). Окончил семь классов школы в родном селе. С 1935 года живёт в Мариуполе, окончил Мариупольскую школу ФЗУ.
В 1938—1948 годах служил в армии. Член ВКП (б) с 1942 года. Работал помощником сталевара, сталеваром 11-й печи, обермайстером мартеновским цехом на МК «Азовсталь». Избирался депутатом Верховного Совета СССР.
Умер 14 января 1993 года в Мариуполе.

## Награды
Герой Социалистического Труда с 19 июля 1958 года. Звание присвоено за высокие трудовые достижения в честь первого Дня металлурга.
Награждён орденом Ленина, медалями «За отвагу», «За боевые заслуги» и другими, польским орденом за помощь, выданную польскими металлургами.